# Intermundial
Intermundial es una empresa especializada en el sector turístico, fundada en España en 1994. Su sede central está situada en Madrid y, junto con otra oficina en esta ciudad, actualmente cuenta con delegaciones en las localidades españolas de Barcelona, Bilbao, Málaga, Palma de Mallorca, La Coruña, Las Palmas de Gran Canaria y Benidorm, además de en siete países: Reino Unido, Francia, Italia, Portugal, Polonia, Brasil y México.
En la actualidad, Intermundial es el asegurador oficial de la Feria Internacional de Turismo (Fitur) y, además, cuenta con representación en la Mesa del Turismo, a través de su consejero delegado, Manuel López, nombrado vicepresidente de esta organización, en 2018.

## Historia

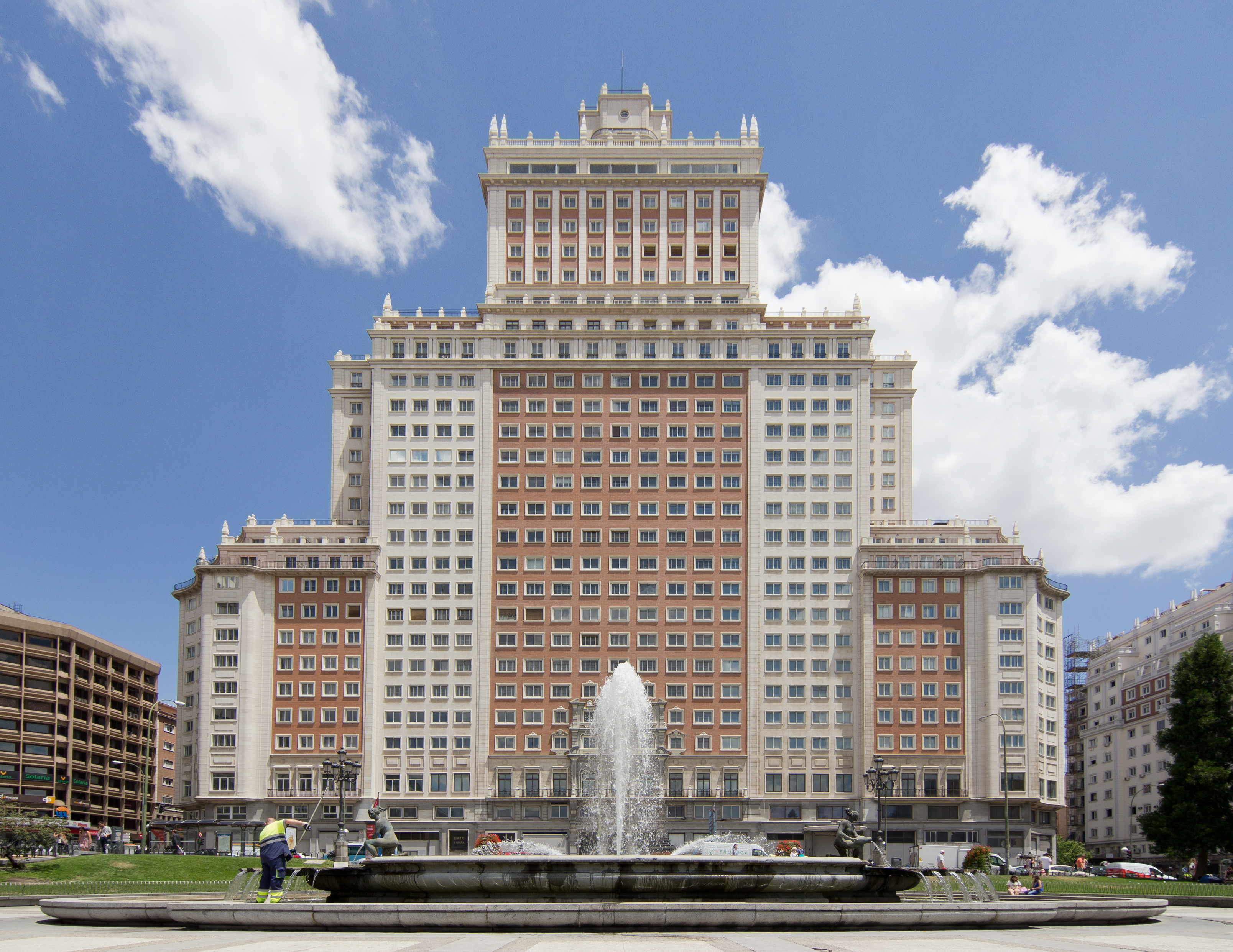
El Edificio España, sede de Intermundial desde 1994 hasta 2005

Los orígenes de Intermundial se remontan a 1994, cuando fue fundada por Manuel López, antiguo director comercial de Europea de Seguros, que salió de esta empresa para crear Intermundial y, desde entonces, sigue siendo consejero delegado de la compañía. La primera oficina se abrió en Madrid y estuvo situada en el Edificio España. Desde su inicio, la empresa se ha especializado en el sector turístico, al que se dedica en exclusiva.
En 2005 Intermundial cambió de sede. El Edificio España fue desalojado por un cambio de propietario, por lo que Intermundial se tuvo que trasladar a una oficina situada en la calle Irún. Un año más tarde, en 2006, se inició la apertura del resto de delegaciones nacionales, con la de la oficina de Barcelona, que fue la primera fuera de Madrid. A ésta, se sumaron posteriormente las de Bilbao, Málaga, Palma de Mallorca, La Coruña, Las Palmas de Gran Canaria y Benidorm.
En 2009 Intermundial comenzó su expansión internacional en Europa. La primera delegación que abrió en el extranjero fue la de Portugal. A esta apertura se sumaron luego otras oficinas en Reino Unido, Francia e Italia.
Tras esta primera fase, Intermundial abrió después sus delegaciones en México y Polonia, en 2013.
En marzo de 2017 la sede central del grupo se trasladó al madrileño Paseo de Recoletos, pero conservando el emplazamiento de la calle Irún, por lo que, de esta forma, en la actualidad cuenta con 2 oficinas en la capital española.

## RSC / Fundación Intermundial
En 2011 Intermundial creó su propia fundación, la Fundación Intermundial, cuyo principal objetivo es mostrar los beneficios que el turismo aporta a la sociedad y al entorno. Esta organización concede actualmente diversos premios sectoriales:
En colaboración con la Asociación Española de Profesionales del Turismo (AEPT), Intermundial creó el Premio Hermestur —anteriormente Hermes Turístico— el 11 de enero de 2001 con la intención de «premiar cada año a un profesional del turismo que destaque por su eficacia en la gestión empresarial, la transparencia y ética en el desarrollo de la misma, por su aportación al balance social de la empresa y por su calidad humana».
El Premio Madrid Acoge «pone en valor la labor de aquellas personas vinculadas con el turismo que acogen con simpatía y amabilidad al viajero, dos herramientas imprescindibles, que contribuyen a la buena imagen de la ciudad de Madrid y a la excelencia del servicio que presta a sus visitantes». El premio, que cuenta con el apoyo directo de Madrid Destino. Cultura, Turismo y Negocio va dirigido a los jóvenes profesionales del sector Turístico. Se entrega desde hace siete años en el marco de Fitur, por la Asociación Española de Profesionales del Turismo. Concretamente, fue impulsado en 2009 por la propia AEPT y por el Ayuntamiento de Madrid con la colaboración de Intermundial.
El Premio RSC Hotelera, que reconoce las iniciativas de RSC en hoteles, nació en 2012 para destacar el esfuerzo realizado por los hoteles españoles en materia de Responsabilidad Social Corporativa. Es una iniciativa de la Fundación Intermundial junto a la Confederación Española de Hoteles y Alojamientos Turísticos (CEHAT).
La Fundación Intermundial, con la colaboración de Fitur y del Instituto Tecnológico Hotelero, organiza el Premio de Turismo Responsable desde 2018. La primera edición fue convocada como apoyo al Año Internacional del Turismo Sostenible para el Desarrollo, proclamado por la Organización de las Naciones Unidas (ONU), durante la celebración del mismo, en 2017 y entregado en la edición de Fitur posterior, en enero de 2018. El Premio es un reconocimiento a las empresas turísticas que trabajan por el desarrollo y activación de un turismo que aboga por unas prácticas responsables con el medioambiente, la economía y la sociedad local.